# Saison 1 de The Practice : Donnell et Associés
Chronologie
Saison 2

## Épisodes

### Épisode 1:Intégrité
- Titre original : Pilot
- Réalisateur(s) : Mick Jackson
- Scénariste(s) : David E. Kelley
- Diffusion(s) : 
  -  États-Unis : 4 mars 1997
  -  France : 2 février 1999
- Résumé : Bobby défend Rachel Reynolds, une jeune fille de 17 ans accusée de trafic de drogue alors qu'elle essayait de couvrir son frère. Lindsay représente Emerson Ray, qui poursuit en justice une société de tabac. Lindsay est étonnée que son professeur de droit préféré, Anderson Pearson, représente la défense. Eugene représente "Free Willy", un exhibitionniste.

### Épisode 2:Sur le fil du rasoir
- Titre original : Part II
- Réalisateur(s) : Michael Pressman
- Scénariste(s) : David E. Kelley
- Diffusion(s) : 
  -  États-Unis : 11 mars 1997
  -  France : 2 février 1999
- Résumé : Bobby représente un homme accusé de vol à main armée. Sa stratégie est d'amoindrir les charges qui pèsent sur lui. La cliente d'Eugene craint pour sa sécurité et celle de son fils de 11 ans car elle est menacée par son ex-mari. Eugene demande au juge Vincour d'établir un ordre de restriction pour ce dernier. Bobby rend visite à son ami le banquier Jimmy Berluti afin d'obtenir un prêt.

### Épisode 3:Dans l'arène
- Titre original : Trial and error
- Réalisateur(s) : Rick Rosenthal
- Scénariste(s) : David E. Kelley
- Diffusion(s) : 
  -  États-Unis : 18 mars 1997
  -  France : 9 février 1999
- Résumé : Bobby Donnell est engagé pour le procès du meurtre d'une jeune femme étranglée par son petit ami. Jimmy Berluti, lui, craint de perdre son emploi lorsque ses supérieurs à la banque commencent à se poser des questions sur le prêt qu'il a concédé au cabinet de Bobby...

### Épisode 4:Coup de poker
- Titre original : Part IV
- Réalisateur(s) : James Frawley
- Scénariste(s) : David E. Kelley
- Diffusion(s) : 
  -  États-Unis : 25 mars 1997
  -  France : 9 février 1999
- Résumé : Lindsay prépare nerveusement sa première apparition devant un jury contre l'industrie du tabac...Jimmy et le rabbin de Braun font une apparition dans un talk-show. Les commentaires du rabbin rendent l'affaire encore plus difficile pour le docteur Braun.

### Épisode 5:La Loi du talion
- Titre original : Part V
- Réalisateur(s) : Michael Schultz
- Scénariste(s) : David E. Kelley
- Diffusion(s) : 
  -  États-Unis : 1er avril 1997
  -  France : 16 février 1999
- Résumé : Eugene défend Steven Frenault pour vol à main armée et fait le pari avec  l'assistante du procureur qu'il gagnera le procès. Ellenor rencontre George Vogelman, un homme qui a répondu à son annonce. Le docteur Braun, défendu par Bobby, refuse de plaider la folie temporaire pour le meurtre de Ronald Martin.

### Épisode 6:Question de morale
- Titre original : Part VI
- Réalisateur(s) : Dennie Gordon
- Scénariste(s) : Ed Redlich
- Diffusion(s) : 
  -  États-Unis : 8 avril 1997
  -  France : 16 février 1999
- Résumé : Gerald Braun est jugé pour le meurtre de l'assassin de sa fille. Bobby soutient que l'exécution était morale. Eugène, lui, défend un garçon de 19 ans accusé d'avoir eu des relations sexuelles avec une mineure...

### Épisode 7:Chien méchant
- Titre original : Dog bite
- Réalisateur(s) : Steve Miner
- Scénariste(s) : David E. Kelley, David Shore
- Diffusion(s) : 
  -  États-Unis : 4 octobre 1997
  -  France : 23 février 1999
- Résumé : Jimmy obtient enfin sa première affaire : une petite fille mordue par un chien. Un juré approche Lindsay pour lui donner des informations sur un procès et Eugene défend un agresseur unijambiste...

### Épisode 8:Premier degré
- Titre original : First Degree(Part 1)
- Réalisateur(s) : Joe Napolitano
- Scénariste(s) : David E. Kelley, Michael R. Perry, Stephen Gaghan, Alexis Ganya
- Diffusion(s) : 
  -  États-Unis : 11 octobre 1997
  -  France : 23 février 1999
- Résumé : Ellenor et Lindsay risquent d'être rayées du barreau pour leurs agissements. Bobby défend un homme accusé du meurtre du mari de sa maîtresse. Eugene représente un policier revendiquant que son travail l'a rendu raciste. Jimmy partage un secret avec Lindsay.

### Épisode 9:Sexe, Mensonges et Petits Singes
- Titre original : Sex, Lies and Monkeys(Part 2)
- Réalisateur(s) : Lee Bonner
- Scénariste(s) : David E. Kelley, Ed Redlich, Stephen Gaghan, Michael R. Perry
- Diffusion(s) : 
  -  États-Unis : 18 octobre 1997
  -  France : 2 mars 1999

- Résumé : Ellenor est attaquée en justice par George Vogelman, son ami pédicure, pour lui avoir causé une souffrance émotionnelle, tandis que Jimmy défend un homme qui a été licencié parce que son employeur trouve qu'il ressemble à un singe...

### Épisode 10:Course avec le diable
- Titre original : Race with the Devil
- Réalisateur(s) : Oz Scott
- Scénariste(s) : David E. Kelley, David Shore
- Diffusion(s) : 
  -  États-Unis : 13 décembre 1997
  -  France : 2 mars 1999
- Résumé : Le prêtre de Bobby exorcise un de ses paroissiennes mais la femme meurt pendant la cérémonie. Jimmy décide d'enregistrer une publicité à la télévision, ce qui n'est pas du goût de ses collègues.

### Épisode 11:Paroles de femmes
- Titre original : The Civil Right
- Réalisateur(s) : David Hugh Jones
- Scénariste(s) : B.J. White, Joseph Telushkin,  Allen Estrin
- Diffusion(s) : 
  -  États-Unis : 20 décembre 1997
  -  France : 9 mars 1999
- Résumé : Jimmy est furieux quand sa mère révèle son amour pour une autre femme. Il se sent obligé de la représenter quand elle demande à défendre son droit à se marier. Eugene refuse de défendre un violeur après avoir rencontré une des victimes de son client dans un magasin de vêtements.

### Épisode 12:Cache-cache
- Titre original : Hide and Seek
- Réalisateur(s) : Steve Miner
- Scénariste(s) : David E. Kelley
- Diffusion(s) : 
  -  États-Unis : 29 novembre 1997
  -  France : 9 mars 1999
- Résumé : Raymond Oz, l'ancien mentor de Bobby, lui demande de l'assister dans un procès important : il craint que ses pertes de mémoires passagères ne lui causent des problèmes. Eugene lutte avec sa conscience quand il défend un homme accusé d'avoir violé et assassiné deux garçons.

### Épisode 13:Envers et contre tout
- Titre original : The Pursuit of Dignity
- Réalisateur(s) : Michael Schultz
- Scénariste(s) : David E. Kelley
- Diffusion(s) : 
  -  États-Unis : 3 janvier 1998
  -  France : 16 mars 1999
- Résumé : Bobby reprend contact avec une ex-petite amie qui lui demande son aide après avoir été arrêtée pour prostitution. Ellenor et Rebecca se battent pour que Lisa, 12 ans, atteinte de la Maladie de Gilles de La Tourette, puisse aller à l'école. Rebecca prend un rôle actif dans la défense de Lisa. Lindsay représente une femme qui poursuit en justice son docteur pour avoir utilisé des larves dans sa jambe pour empêcher l'infection post-chirurgicale.